# Teva Zaveroni
Teva Zaveroni (10 ottobre 1975) è un calciatore francese nato a Tahiti, centrocampista del Pirae.

## Carriera

### Club
Ha sempre giocato nel campionato di casa.

### Nazionale
Ha collezionato 13 presenze con la maglia della propria Nazionale.